# Veit Helmer
Pour les articles homonymes, voir Helmer.
Veit Helmer est un réalisateur, scénariste et producteur allemand, né à Hanovre le 24 avril 1968. Il est actif depuis 1995, où il travaille avec Wim Wenders.

## Filmographie

### Longs métrages de fiction
- 1995 : Les Lumière de Berlin (Die Gebrüder Skladanowsky) de Wim Wenders - scénariste et producteur
- 1999 : Tuvalu - réalisateur, scénariste et producteur
- 2003 : Gate to Heaven - réalisateur, scénariste et producteur
- 2008 : Absurdistan - réalisateur, scénariste et producteur
- 2011 : Baikonur - réalisateur, scénariste et producteur
- 2014 : Quatsch und die Nasenbärbande - réalisateur et producteur
- 2018 : The Bra
- 2023 : Gondola

### Documentaires
- 2000 : City Lives: Berlin
- 2005 : Behind the Couch: Casting in Hollywood